# Zeni Pereira
Zeni Pereira (anhörenⓘ; * 19. Dezember 1924 in Salvador da Bahia; † 21. März 2002 in Rio de Janeiro) war eine brasilianische Schauspielerin.
Pereira begann ihre Karriere mit dem oscargekrönten Film Orfeu Negro (1959). Weitere Rollen in Spielfilmen folgten. Ab 1969 arbeitete sie vermehrt in Fernsehproduktionen, wie in When the Carnival comes (1972), Bahia (1975) oder in der internationalen erfolgreichen Fernsehserie Die Sklavin Isaura (1976). 1985 spielte sie wieder eine Rolle in dem Spielfilm Women's Penitentiary 5, blieb aber ansonsten dem brasilianischen TV treu. Ihre letzte Rolle spielte sie 1994 in der Serie Pátria Minha.
Am 21. März 2002 erlag sie den Folgen eines Herzinfarktes.